# Euclorina
L'euclorina (KNaCu3 (SO4) 3O) è un raro minerale di solfato, dal colore verde smeraldo, che si trova naturalmente, sublimato nelle fumarole generate dalle eruzioni vulcaniche. Fu scoperta per la prima volta nelle fumarole dell'eruzione del Vesuvio del 1868, in Campania, in Italia, da Arcangelo Scacchi.
Il nome "euchlorina" deriva dalla parola greca εΰχλωρος che significa "verde pallido", in riferimento al colore del minerale, altre diciture includono euclorina, euchlorin ed euchlorite. La formula ideale dell'euclorina è KNaCu3 (SO4) 3O anche se calcio (Ca) e magnesio (Mg) occasionalmente si possono presentare nel reticolo cristallino. L'euclorina è strutturalmente correlata alla puninite (Na2Cu3(SO4)3O) e alla fedotovite (K2Cu3(SO4)3O), tutte incluse nel gruppo dei minerali euclorurati.
Una delle proprietà fisiche utili per identificare il cloro nel campione è la sua striscia, di colore verde pistacchio. Se si cerca l'euclorina sul campo, bisogna indossare indumenti protettivi poiché le fumarole vulcaniche attorno alle quali si deposita possono essere molto calde (circa 300-650 °C, da 580 a 1200 °F) e possono causare gravi ustioni da vapore se non si è adeguatamente protetti.